# Niedere Tauern
Die Niederen Tauern sind eine Großgruppe der Zentralalpen in den Ostalpen. Sie schließen östlich an die Hohen Tauern an. Die Gebirgsgruppe befindet sich in Österreich in den Bundesländern Salzburg und Steiermark.

## Zum Namen
Im Mittelalter wurden die Berge meist nach dem begleitenden Fluss genannt, Salzburger- und Admonterseits Ennstaler Alpen (1207 “ad alpem que dicitur Enstalar”, zwischen Lungau und Enns), Steirischerseits Murtaler Alpen. Als im Laufe des beginnenden Alpinismus des 18./19. Jahrhunderts der geologische Zusammenhang in der Kette der Zentralalpen in den Vordergrund rückt, etabliert sich der – ebenfalls Salzburgische – Ausdruck Tauern, der ursprünglich die Passübergänge bezeichnet, und man spricht von den Tauernalpen, und in Abgrenzung zu den „Hohen“ Tauern der 3000er von den „Niederen“ Tauern. Der Name Ennstaler Alpen wandert dann ostwärts in die Berge beiderseits des Gesäuses; die Murtaler Berge sind eine Untergruppe der Niederen Tauern, die südliche Kette.

## Geographie

### Umgrenzung und benachbarte Gebirgsgruppen
Die Niederen Tauern sind durch die folgenden Täler begrenzt:
- im Westen: Mur (Oberstes Murtal ab St. Michael im Lungau) – Murtörl (2260 m ü. A.) – Großarler Ache bis Wagrain (Großarltal) zu den Hohen Tauern (Ankogelgruppe)
- im Nordwesten: Schwaighofbach – Wagrainer Höhe (961 m ü. A.) – Litzlingbach – Enns abwärts (Altenmarkter Becken) bis Mandlingpass zu den Salzburger Schieferalpen (Grauwackenzone der Nordalpen)
- im Norden: Enns (Steirisches Ennstal) ober Schladming bis Liezen (a) (Paltenmündung 655 m ü. A.) zu den Oberösterreichisch-steirischen Kalkalpen (Dachsteinmassiv bis Irdning, dann Totes Gebirge; Nördliche Kalkalpen der Nordalpen)
- im Osten: Palten – Schoberpass (849 m ü. A.) – Liesing bis Mündung (596 m ü. A.) bei St. Michael in Obersteiermark zu den Eisenerzer Alpen, ab dem Taleingang zum Trofaiacher Becken bei Pfaffendorf zu den Mürztaler Alpen (beide Grauwackenzone der Nordalpen, Ennstaler Alpen i. w. S.)
- im Südosten: Mur aufwärts über Knittelfeld, Judenburg bis Teufenbach (zum Seefelder Sattel) zu den Lavanttaler Alpen (Gleinalpe bis Zeltweg, dann Seetaler Alpen)
- im Südwesten: Mur aufwärts über Murau, Tamsweg bis St. Michael im Lungau zu den Gurktaler Alpen (Metnitzer Berge bis Stadl (b), dann Nockberge)

Die Landschaftsgliederung der Steiermark stellt die südlichen Murberge (Z. 1) aus geologischen Gründen als eigenständige Gruppe dar, die Abgrenzung im Süden folgt dann dem Murparalleltal über Oberwölz.

### Untergruppen
Die Alpenvereinseinteilung der Ostalpen (AVE) unterteilt die Niederen Tauern in die folgenden vier Untergruppen:
- Radstädter Tauern (Höchster Gipfel: Weißeck, 2711 m ü. A.)
- Schladminger Tauern (Höchster Gipfel: Hochgolling, 2862 m ü. A.)
- Rottenmanner und Wölzer Tauern (Höchster Gipfel: Rettelkirchspitze 2475 m ü. A.)
- Seckauer Tauern (Höchster Gipfel: Geierhaupt, 2417 m ü. A.)

Rottenmanner Tauern und Wölzer Tauern gelten auch als eigenständige Gruppen, die Abgrenzung der beiden ist recht unspezifisch, und sie werden auch oft jeweils als Untergruppe der anderen gesehen. Die Rottenmanner werden aus geologischen Gründen oft auch zu den Seckauer Tauern gestellt (Seckauer Alpen i. w. S.).
Daneben werden auch die Murberge (Tamsweg-Seckauer Höhenzug, Gstoder 2140 m ü. A.) im Süden – ebenfalls aus geologisch-naturräumlichen Gründen – als fünfte eigenständige Untergruppe unterschieden, das umfasst die Teile der Radstädter, Schladminger und Wölzer Tauern.

## Geologie und Entstehung
Die Niederen Tauern sind als Teil der Zentralalpen hauptsächlich aus Glimmerschiefern aufgebaut. Im Osten treten vermehrt Granit- und Schiefergneise auf. Aus dieser mittelostalpinen Decke treten im „Tauernfenster“ einige Kalkgipfel hervor: z. B. Mosermandl und Pleißlingkeil (Radstädter Tauern) oder die Kalkspitzen in den Schladminger Tauern.
In den Eiszeiten war das Gebirge stark vergletschert. Zeugnis dafür geben die tief eingeschnittenen Täler mit den breiten Talsohlen. Auch die zahlreichen kleinen Karseen sind ein Resultat der früheren Vergletscherung. Heute ist das Gebiet gletscherlos, gilt aber als das seenreichste Gebirgsmassiv der Ostalpen.

## Historisches
Im Mittelalter und bis zum Beginn des 19. Jahrhunderts wurden in den Schladminger und Wölzer Tauern Metallerze gefördert (Eisen, Kupfer, Blei, Nickel, Silber). Alte Bergwerksstollen können noch heute bei Schladming und bei Oberzeiring besichtigt werden.
Zurzeit der Gegenreformation im 17. Jahrhundert diente vor allem das Gebiet um Schladming als eines der letzten Rückzugsgebiete der Reformation, das von evangelischen Bauern, Arbeitern und Handwerkern besiedelt war. Sie konnten bis zum kaiserlichen Toleranzpatent von 1781 den evangelischen Glauben meistens nur im Verborgen praktizieren und als sogenannte Geheimprotestanten überleben. Noch heute ist diese Gegend jene mit dem höchsten Anteil evangelischer Christen in Österreich.
Bereits im 19. Jahrhundert begann die touristische Erschließung der Niederen Tauern. Erstbesteigungen standen auf der Tagesordnung. Auch hohe Persönlichkeiten ließen sich auf die Berggipfel führen, wie etwa Erzherzog Johann auf die Hochwildstelle (Hohe Wildstelle).
Die Ursachen für die Entwicklung lagen vor allem in der Errichtung von ersten Bahnlinien durch die Täler in den 1860ern und der Gründung des Österreichischen Alpenvereins 1862. Die erste Berghütte wurde jedoch erst relativ spät errichtet: 1920 die Hochwurzenhütte. In den 1950er Jahren begann die touristische Erschließung in moderner Form – mit Straßen, Seilbahnen, Hotels und Gaststätten. Dabei wurde vor allem die Nordseite (Radstädter Tauern, nördliche Schladminger und Wölzer Tauern) bevorzugt.

## Wirtschaft und Naturschutz

### Verkehr
Der Gebirgsstock wird von drei Passstraßen von Nord nach Süd durchquert:
- Radstädter Tauernpass (Passhöhe im Ort Obertauern auf 1739 m ü. A.)
- Sölkpass (Passhöhe 1788 m ü. A.)
- Triebener Tauern (Passhöhe im Ort Hohentauern auf 1274 m ü. A.)

Außerdem führt der Tauerntunnel der Tauernautobahn durch die Radstädter Tauern.
In den langen, tief eingeschnittenen Tälern gibt es nur wenige, kleine Siedlungen. Die größeren Städte befinden sich in den begrenzenden Tälern:
- Radstadt, Schladming und Liezen im Ennstal
- Rottenmann, Trieben im Paltental
- Tamsweg, Murau, Judenburg, Zeltweg und Knittelfeld im Murtal

### Erschließung und Tourismus
Wichtigster Wirtschaftsfaktor ist der Fremdenverkehr, wobei sowohl der Sommer (Wandern, Klettern, Radfahren) als auch der Winter (alpiner Skilauf) genutzt werden.
Insbesondere der Nordwesten hat mit Gebieten der Ski amadé und der Region Schladming–Dachstein Anteil an den bedeutendsten Schiregionen der Ostalpen.
Für den alpinen Schilauf sind vor allem die Vorberge im Ennstal mit Seilbahnen und Schleppliften erschlossen, aber auch das Gebiet zwischen Judenburg und St. Michael im Lungau. Schladming war mit seinen Schigebieten Planai und Hauser Kaibling Austragungsort der Alpinen Skiweltmeisterschaften 1982 und 2013.
Besonders die Radstädter und Schladminger Tauern sind durch zahlreiche Berghütten und Wanderwege erschlossen. Auch einige Weitwanderwege führen durch das Gebiet der Niederen Tauern: der Zentralalpenweg von Ost nach West, der Eisenwurzenweg, der Salzsteigweg und der steirische Landesrundwanderweg von Nord nach Süd.
Außerdem wird Forstwirtschaft und Almwirtschaft betrieben. Am Nordostrand gibt es auch einige Graphit- und Magnesitvorkommen, die wirtschaftlich genutzt werden.
Die Steilstufen, welche von den Tälern der Niederen Tauern ins Ennstal gebildet werden, werden für Kleinwasserkraftwerke genutzt, die Strom für die lokalen Bedürfnisse erzeugen. Außerdem befindet sich in den Wölzer Tauern bei Oberzeiring der derzeit höchstgelegene Windpark Europas, der Tauernwindpark, mit 13 Windrädern zur Stromerzeugung.

### Schutzgebiete
Der Süden des Salzburgischen Anteils gehört der Niederen Tauern zum Salzburger Lungau und Kärntner Nockberge, der nördliche Zentralteil ist der Naturpark Sölktäler.
Ein großer Teil ist NATURA 2000-Schutzgebiet (Europaschutzgebiet) Niedere Tauern entsprechend der Vogelschutzrichtlinie der EU, und die Hochlagen der südöstlichen Schladminger Tauern  und der östlichen Wölzer Tauern und Seckauer Alpen nach der Flora-Fauna-Habitatrichtlinie ausgewiesen. Außerdem sind weite Bereiche auch Landschaftsschutzgebiet (Niedere Tauern in Salzburg, Schladminger, Wölzer sowie Rottenmanner-, Triebener Tauern und Seckauer Alpen in der Steiermark).